# Renata Calderini
Renata Calderini (Udine, 30 novembre 1955) è una ballerina italiana.

## Biografia
Renata Calderini studia alla Scuola di Ballo del Teatro alla Scala di Milano e si perfeziona al teatro Bol'šoj di Mosca.
Promossa prima ballerina del Teatro alla Scala, si esibisce al Metropolitan di New York in Giulietta e Romeo in coppia con Rudol'f Nureev.
Nel 1981 si trasferisce a Londra e balla nel London Festival Ballet (oggi English National Ballet) in coppia con Maurizio Bellezza.
Nel 1986 va all’Opera di Stato della Baviera a Monaco per poi tornare all’English National Ballet nel 1989 concludendovi la carriera nel 1993.
In seguito si dedica all’insegnamento e viene chiamata da numerose compagnie e centri di danza tra cui il Teatro alla Scala, l’English National Ballet, il Semperoper di Dresda, il Teatro di Lipsia, lo Scottish Ballet, la Compagnia di Robert North, il Corella Ballet, il Teatro dell’Opera di Roma, il Teatro del Maggio Musicale Fiorentino, la Fondazione Arena di Verona, il Teatro di San Carlo di Napoli.

## Curiosità
Nel 1980, in coppia con il partner Maurizio Bellezza, ha preso parte allo sceneggiato ‘’Poco a poco’’ trasmesso sulla Rete 2 della RAI.